# Osiedle Tysiąclecia (Krosno)
Osiedle Tysiąclecia – jednostka pomocnicza gminy (osiedle) miasta Krosno. 
Osiedle położone jest w okolicach dworca. Granicę Osiedla Tysiąclecia stanowią (od północy) ul. Krakowska, (od wschodu) ul. Lewakowskiego, (od południa) Linia Kolejowa nr 108. Na terenie tego osiedla znajduje się  Regionalne Centrum Kultur Pogranicza, centrum handlowe Full Market, czy też zakłady przemysłowe. Mieści się tu Zespół Szkół Ponadgimnazjalnych nr 3 im. Stanisława Staszica („Mechanik”). Na terenie osiedla mieszka 4122 osób. 
Na terenie Osiedla Tysiąclecia mieści się Dworzec MKS i prywatnych przewoźników. Przy linii kolejowej znajduje się stacja „Krosno”, wraz z dworcem PKP.
Układ komunikacyjny osiedla tworzą głównie ulice Tysiąclecia, Kolejowa, Lewakowskiego, Krakowska, Magurów, oraz Mielczarskiego.